# Sylvain Frey
Sylvain Frey (Antwerpen, 3 juni 1923 - Brugge, 5 februari 1996) was een Belgisch rechtsgeleerde, diplomaat, hofdignitaris en hoogleraar aan de Vrije Universiteit Brussel.

## Biografie
Sylvain Frey studeerde rechten aan de Université libre de Bruxelles, maar moest als Jood zijn studies tijdens de Tweede Wereldoorlog stopzetten. Hij was tevens voorzitter van het Brussels Studentengenootschap. Tijdens de oorlog was hij lid van de verzetsbeweging Vrank en Vrij.
Hij was hoogleraar aan rechtenfaculteit van de Vrije Universiteit Brussel van 1960 tot 1988. Hij was kabinetschef van premier Paul-Henri Spaak en minister van Buitenlandse Handel Hendrik Fayat (BSP). Van 1972 tot 1981 was hij juridisch raadgever van koning Boudewijn, van 1981 tot 1985 ambassadeur in Dublin en van 1985 tot 1988 grootmaarschalk van het koninklijke hof. Ook was Frey directeur-generaal bij Buitenlandse Zaken en substituut van de auditeur-generaal bij de Raad van State geweest.